# 전북특별자치도 보건환경연구원
전북특별자치도 보건환경연구원(全北特別自治道 保健環境硏究院, Jeonbuk State Institute of Health & Environment Research)은 전북특별자치도의 환경, 보건 사무를 관장하기 위하여 전북특별자치도청 산하에 설치된 직속기관이다.
보건환경연구원장은 지방보건연구관이나 지방환경연구관, 또는 개방형 지방임기제공무원으로 보한다.

## 연혁
- 1953년 4월 1일: 전북도립위생시험소 설치
- 1976년 7월 3일: 전라북도보건연구소로 변경
- 1987년 12월 24일: 전라북도보건환경연구소로 변경
- 1991년 5월 20일: 전라북도보건환경연구원으로 변경
- 1994년 12월 31일: 사업소에서 직속기관으로 승격
- 2024년 1월 18일: 전북특별자치도보건환경연구원으로 변경

## 조직
원장
- 총무과
- 보건연구부
- 환경연구부